# Ine Wigernæs
Ine Wigernæs (ur. 30 kwietnia 1969 w Oslo) – norweska biegaczka narciarska, zawodniczka klubu Lyn Fotball.

## Kariera
Po raz pierwszy na arenie międzynarodowej Ine Wigernæs pojawiła się 29 listopada 1997 roku w zawodach FIS Race w Trysil, gdzie zajęła 29. miejsce w biegu na 10 km techniką dowolną. W Pucharze Świata zadebiutowała 14 marca 1998 roku w Oslo, zajmując 45. miejsce na dystansie 30 km stylem klasycznym. Pierwsze pucharowe punkty zdobyła blisko dwa lata później - 3 marca 2000 roku w Lahti zajęła 26. miejsce w sprincie stylem dowolnym. W klasyfikacji generalnej najlepiej wypadła w sezonie 2000/2001, który ukończyła na 42. miejscu. W 2001 roku wzięła udział w sprincie stylem dowolnym podczas mistrzostw świata w Lahti, zajmując dwunastą pozycję. Był to jej jedyny start na międzynarodowej imprezie tej rangi. Nigdy nie brała udziału w igrzyskach olimpijskich. Startowała także w cyklu FIS Marathon Cup, zajmując między innymi piąte miejsce w klasyfikacji generalnej sezonie 2005/2006. Dwukrotnie stawała na podium, przy czym raz zwyciężyła: 5 lutego 2006 roku była najlepsza w niemieckim maratonie König-Ludwig-Lauf. W 2006 roku zakończyła karierę.

## Osiągnięcia

### Mistrzostwa świata
| Miejsce | Dzień     | Rok  | Miejscowość | Konkurencja            | Czas biegu | Strata | Zwyciężczyni   |
| ------- | --------- | ---- | ----------- | ---------------------- | ---------- | ------ | -------------- |
| 12.     | 21 lutego | 2001 | Lahti       | Sprint stylem dowolnym | 3:41.5 min | -      | Pirjo Manninen |

### Puchar Świata

#### Miejsca w klasyfikacji generalnej
- sezon 1999/2000: 61.
- sezon 2000/2001: 42.
- sezon 2001/2002: 50.
- sezon 2002/2003: 48.
- sezon 2003/2004: 88.
- sezon 2004/2005: 67.
- sezon 2005/2006: 116.

#### Miejsca na podium
Wigernæs nigdy nie stała na podium indywidualnych zawodów Pucharu Świata.

### FIS Marathon Cup

#### Miejsca w klasyfikacji generalnej
- sezon 2003/2004: 13.
- sezon 2005/2006: 5.

#### Miejsca na podium
| Nr | Dzień       | Rok  | Zawody            | Dystans                 | Czas biegu  | Strata | Pozycja | Zwyciężczyni       |
| -- | ----------- | ---- | ----------------- | ----------------------- | ----------- | ------ | ------- | ------------------ |
| 1. | 29 stycznia | 2006 | Marcialonga       | 70 km stylem klasycznym | 3:41:58.1 h | +3,3 s | 3.      | Cristina Paluselli |
| 2. | 5 lutego    | 2006 | König-Ludwig-Lauf | 50 km stylem klasycznym | 2:36:55.5 h | -      | 1.      | -                  |